# 薩默斯峰
69°42′S 64°53′E / 69.700°S 64.883°E
薩默斯峰（英語：Summers Peak）是南極洲的山峰，位於麥克羅伯特森地，海拔高度2,225米，是斯蒂尼爾冰原島峰的最高點，該山峰根據澳大利亞探險隊拍攝的空中照片被繪入地圖，以莫森站的醫生命名。